# Carl Süßnapp
Carl Süßnapp, auch Carl Süssnapp (* 1828 in Köslin, Provinz Pommern; † 26. Januar 1891 in Berlin), war ein deutscher Porträtmaler, Kupferstecher und Lithograf.

## Leben

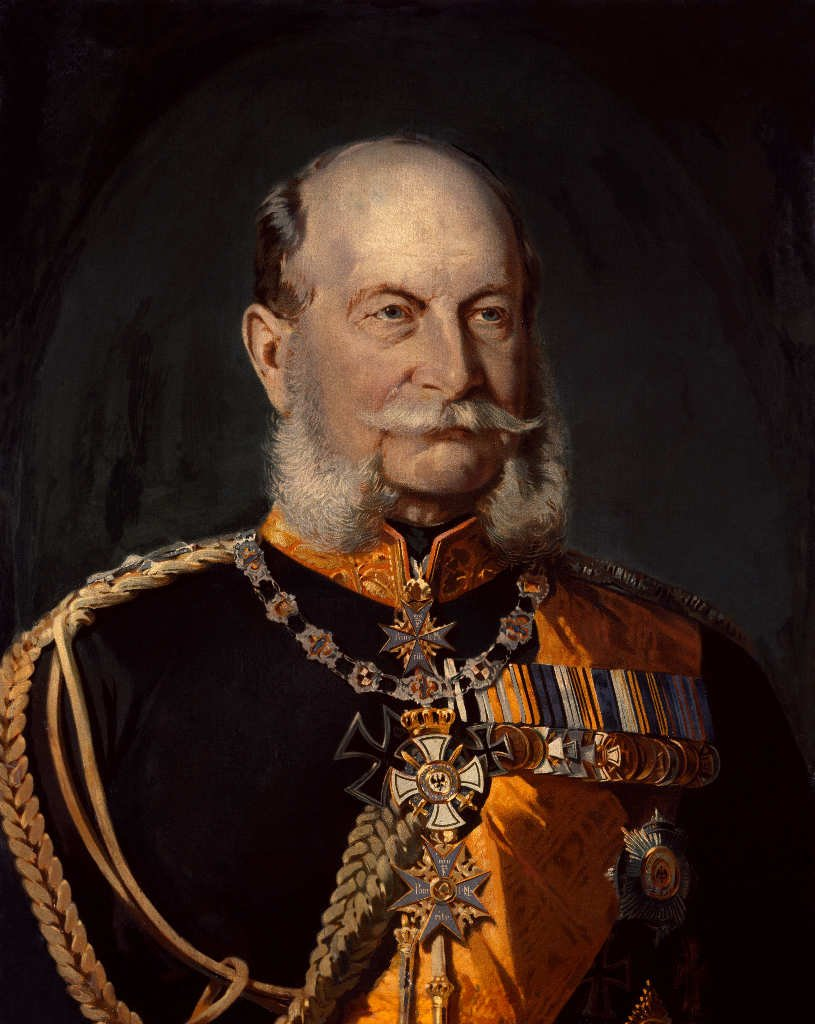
Bildnis Kaiser Wilhelms I.

Carl Süßnapp war Bildnismaler, wurde vor allem jedoch durch seine Lithografien bekannt. Er wirkte in Berlin, wo er im Alter von 63 Jahren starb.